# Ossian Frumerie
Torsten Ossian Frumerie, född 27 juni 1896 i Frykerud, Värmland, död 26 mars 1955 i Kungsholms församling, Stockholm, var en svensk målare och operasångare (bas).
Frumerie studerade vid Althins målarskola i Stockholm 1918–1919 och vid Konsthögskolan 1919–1923. Därefter genomförde han studieresor till England 1920 och Tyskland, Frankrike och Italien 1924–1936.
Under åren 1925–1932 var han verksam som operasångare i Tyskland.
Han medverkade i några av Värmlands konstförenings utställningar och tillsammans med sin fru ställde han ut på Gummesons konsthall 1932 och 1940.
Frumerie är representerad med ett porträtt på Konserthuset i Stockholm.
Han var son till lantbrukaren Anders Andersson och Ida Larsson och från 1932 gift med konstnären Elin Nyström. Namnet Frumerie upptog han och hans syskon efter sin mormor, Regina Larsson som var född Frumerie.
Makarna Frumerie är begravda på Norra begravningsplatsen utanför Stockholm.